# Mercadotecnia de permiso
Marketing de permiso (en inglés, permission marketing) es un término acuñado por Seth Godin   que se utiliza tanto en marketing de manera general como en e-marketing en particular. Haría referencia al deber de los mercadólogos en solicitar permiso antes de enviar publicidad a los consumidores. Es utilizado principalmente por vendedores en línea, comerciantes en particular, correo electrónico y marketing de búsqueda, así como por algunos vendedores directos que envían un catálogo en respuesta a una solicitud. El Marketing de permiso beneficia tanto a empresas como clientes.
Esta forma de comercialización requiere que el cliente potencial haya dado permiso explícito para enviar un mensaje de promoción (por ejemplo, un correo electrónico o solicitud de catálogo) o permiso implícito (por ejemplo, consultar un motor de búsqueda). Con la evolución de internet y los dispositivos electrónicos (teléfonos móviles, etc.), es cada vez más utilizado por los profesionales de la mercadotecnia.
Se basa en el principio de que los consumidores primero deben dar su permiso (opt-in, activación opcional) en vez de rechazar (opt-out, desactivación opcional) después de que la publicidad haya sido enviada. Todo ello logra un uso más eficiente de recursos, ya que los promocionales no son enviados a personas que no están interesadas en el producto. Es una técnica basada de alguna manera en la orientación del marketing personal, es decir en el concepto de marketing uno-a-uno, a diferencia de las conceptos masivos o a escala como la segmentación del mercado o mercado target.